# Stazione di Amarume
La Stazione di Amarume (余目駅?, Amarume-eki) è una stazione ferroviaria della cittadina di Shōnai, nella prefettura di Yamagata della regione del Tōhoku, in Giappone. La stazione si trova lungo la linea principale Uetsu, ed è capolinea ferroviario per la linea Rikuu occidentale.

## Linee e servizi
East Japan Railway Company
■ Linea principale Uetsu
■ Linea Rikuu occidentale
Espressi limitati
Inaho (Niigata - Akita)
Notturno Akebono (Ueno - Aomori)
Notturno Nihonkai (Osaka - Aomori)

## Struttura
La stazione è dotata di due marciapiedi a isola con quattro binari totali passanti. I marciapiedi sono collegati da sovrappassaggio, e sono presenti tornelli di accesso automatici (privi di supporto alla biglietteria elettronica Suica), oltre a biglietteria presenziata (aperta dalle 6:40 alle 18:30). 
| 2 | ■ Linea principale Uetsu  | per Sakata, Ugo-Honjō, Akita e Aomori |
| 3 | ■ Linea principale Uetsu  | per Tsuruoka, Murakami e Niigata      |
| 3 | ■ Linea Rikuu occidentale | per Furukuchi e Shinjō                |
| 4 | ■ Linea principale Uetsu  | per Sakata                            |
| 5 | ■ Linea Rikuu occidentale | per Furukuchi e Shinjō                |

## Stazioni adiacenti
| «                       | Servizio               | »                      |
| Linea principale Uetsu  | Linea principale Uetsu | Linea principale Uetsu |
| ----------------------- | ---------------------- | ---------------------- |
| Nishibukuro             | Locale                 | Kita-Amarume           |
| Linea Rikuu occidentale |                        |                        |
| Minamino                | Locale                 | Kita-Amarume           |
| Karikawa                | Rapido Mogamigawa      | Sakata                 |